# Cruzeiro Esporte Clube (Rondônia)
Cruzeiro Esporte Clube foi um clube brasileiro de futebol da cidade de Porto Velho, capital do estado de Rondônia. Foi fundado em 01 de maio de 1963 no bairro Baixa da União, Suas cores, uniforme e escudo eram uma homenagem ao Cruzeiro de Belo Horizonte.

## História
Foi fundado em 1 de maio de 1963.
Por estar tanto tempo sem ganhar (3 anos e 5 meses), o clube ficou sem patrocínio, sem camisa, sem jogador oficial (ninguém recebe salário desde o ano de 2007) e com fama de pior time do Brasil. A sede do clube é a residência do técnico Domingos Anastácio Pinheiro de Oliveira (Loló).
Após reportagem no Jornal Nacional, o Cruzeiro recebeu das mãos do presidente Zezé Perrela, do Cruzeiro de BH, a doação de dois jogos de camisas.
O Cruzeiro conquistou sua primeira vitória no campeonato estadual da 2ª divisão em uma noite de sábado (12 de setembro de 2009) ao vencer o União Cacoalense no Aluizão pelo placar de 2 a 0. Os gols foram marcados por Maycon Paulista aos 33 minutos e Jeferson aos 42, ambos do 1º tempo.[carece de fontes?] Com o resultado, o Cruzeiro somou 3 pontos ganhos na competição, subiu para a terceira colocaçãoe deixou o União Cacoalense na lanterna, com apenas um ponto ganho e quebrou o tabu de 4 anos sem vencer em competições estaduais, além dos 13 anos que não vencia o União Cacoalense, ao final do campeonato somou 4 pontos.
Em 2010 disputou a Primeira Divisão, terminou o campeonato na última colocação perdendo todos os jogos e sendo goleado por: Vilhena por 9 a 0 e 5 a 0, Rolim de Moura por dois 5 a 0, Moto Clube por 8 a 0 e pelo Espigão  por 6 a 1 e 8 a 1. Terminou com 9 gols marcados e 69 tomados. após isso, se licenciou desde então. Durante o campeonato, os jogadores foram abandonados pela diretoria e passavam fome tendo que serem ajudados pelo presidente do Moto Clube.

## Campanhas de Destaque

### Estaduais
- Vice-Campeonato Rondoniense: 2 vezes (1996 e 1998).